# 洪聖欽
洪聖欽（1990年11月15日—）台灣職業棒球選手，曾效力中華職棒的樂天桃猿隊投手，由於其投球動作類似綽號「鄉長」的隊友陳禹勳，故有「小鄉長」的外號。

## 經歷
國小時加入大仁國小少棒隊，國高中在西苑中學青少棒隊、青棒隊打球，高中與紀柏丞是西苑中學青棒隊兩大王牌投手，2008年帶領台中市隊在97年王貞治盃全國青棒錦標賽中獲得全國冠軍，6月25日、27日兩場取得兩勝，無責失分的表現獲得賽事投手獎。
2009年高中甫畢業，與隊友外野手紀品宏在7月即被美國職棒匹茲堡海盜隊網羅，加上數日前加盟的徐志維，海盜隊一次網羅了投手、內野手、外野手三名台灣高中畢業生，三人並一同在澳洲接受訓練等待明年新球季。
2010年投入首個職業賽季，投球姿勢即遭改造為斜肩投球，代表匹茲堡海盜隊新人聯盟球隊灣岸海盜隊(Gulf Coast League Pirates)出賽，但表現不佳，整季出賽11場、13局、1勝，防禦率高達14.18，球季結束後與徐志維同時遭到釋出，返台後將機制更動回原先習慣的上肩投球。
離開美國職棒系統的洪聖欽在業餘擔任救援投手的工作，2014年獲得Lamigo桃猿隊的推薦參與選秀會，以第四輪第15順位選進，幸運與國小起就熟識的劉時豪同隊。入隊後表現優異，有著在短短10局中只失一分自責分的表現，然而2015年表現有所起伏，季中在一二軍上下，在二軍也有數場先發經驗，季末則與林承飛、林樺慶參與日本職棒千葉羅德海洋隊的秋訓。

## 職棒生涯成績

### 美國職棒
- 小聯盟投球局數13.1局，1勝0敗14.18自責分率

### 中華職棒
| 年度 | 球隊       | 背號 | 出賽 | 先發 | 勝投 | 敗投 | 中繼 | 救援 | 完投 | 完封 | 四死 | 三振 | 責失 | 投球局數 | 自責分率 | 被上壘率 |
| ---- | ---------- | ---- | ---- | ---- | ---- | ---- | ---- | ---- | ---- | ---- | ---- | ---- | ---- | -------- | -------- | -------- |
| 2014 | Lamigo桃猿 | 13   | 9    | 0    | 1    | 0    | 1    | 0    | 0    | 0    | 3    | 6    | 1    | 10.0     | 0.90     | 1.00     |
| 2015 | Lamigo桃猿 | 13   | 28   | 0    | 2    | 2    | 3    | 0    | 0    | 0    | 13   | 18   | 12   | 20.1     | 5.31     | 1.72     |
| 2016 | Lamigo桃猿 | 13   | 40   | 7    | 3    | 5    | 3    | 0    | 1    | 0    | 28   | 37   | 44   | 59.1     | 6.67     | 1.72     |
| 2017 | Lamigo桃猿 | 13   | 6    | 0    | 0    | 1    | 0    | 0    | 0    | 0    | 3    | 1    | 6    | 4.2      | 11.57    | 2.36     |
| 2018 | Lamigo桃猿 | 13   | 31   | 0    | 4    | 2    | 0    | 0    | 0    | 0    | 15   | 27   | 19   | 42.2     | 4.01     | 1.50     |
| 2019 | Lamigo桃猿 | 13   | 29   | 6    | 4    | 5    | 3    | 0    | 0    | 0    | 17   | 29   | 44   | 54.0     | 7.33     | 1.69     |
| 2020 | 樂天桃猿   | 12   | 15   | 2    | 0    | 2    | 0    | 0    | 0    | 0    | 18   | 10   | 28   | 27.2     | 9.11     | 2.38     |
| 2021 | 樂天桃猿   | 60   | 7    | 1    | 0    | 0    | 0    | 0    | 0    | 0    | 9    | 2    | 5    | 11.2     | 3.86     | 1.63     |
| 2022 | 富邦悍將   | 79   | 2    | 0    | 0    | 0    | 0    | 0    | 0    | 0    | 2    | 0    | 3    | 2.1      | 11.57    | 3.00     |
| 合計 | 9年        | －   | 167  | 16   | 14   | 17   | 10   | 0    | 1    | 0    | 108  | 130  | 162  | 232.2    | 6.27     | 1.74     |

## 個人年表（青棒與成棒）

### 2007年
- 全國青棒菁英大賽西苑中學青棒隊
- 九十五學年度高中棒球聯賽鋁棒組西苑中學青棒隊
- 九十六學年度高中棒球聯賽木棒組西苑中學青棒隊

### 2008年
- 第一屆台灣盃高中棒球錦標賽西苑中學青棒隊
- 玉山盃全國青棒錦標賽台中市代表隊
- 王貞治盃全國青棒錦標賽台中市代表隊
- 第二十九屆小馬聯盟帕馬級世界青棒錦標賽中華青棒代表隊
- 九十七學年度高中棒球聯賽木棒組西苑中學青棒隊

### 2009年
- 第二屆台灣盃高中棒球錦標賽西苑中學青棒隊
- 王貞治盃全國青棒錦標賽台中市代表隊

### 2011年
- 協會盃全國成棒年度大賽台灣體院棒球隊
- 第十三屆梅花旗全國大學棒球錦標賽台灣體院棒球隊
- 美津濃盃全國成棒年度盟主爭霸賽台灣體院棒球隊

### 2012年
- 全國成棒甲組春季聯賽台灣體院棒球隊
- 全國城市棒球夏季對抗賽台中威達棒球隊
- 社會甲組棒球冬季城市巡迴賽台中威達棒球隊
- 協會盃全國成棒年度大賽台中威達棒球隊
- 全球人壽盃全國成棒年度盟主爭霸賽台中威達棒球隊

## 特殊事蹟
- 2014年9月20日面對統一7-ELEVEn獅隊，靠著五分大局逆轉取得中華職棒生涯第一勝。
- 2016年5月22日於主場面對中信兄弟隊的比賽，先發投五局只失兩分，之後因雨裁定比賽，意外取得生涯首場完投勝。

## 相關網站
- 洪聖欽在台灣棒球維基館上的頁面（繁體中文）
- 洪聖欽在美國職棒（英语）
- 洪聖欽在中華職棒
- 洪聖欽在Baseball-Reference.com（小聯盟以及海外聯盟）（英语）
- 洪聖欽在The Baseball Cube（英语）